# Symfonie nr. 31 (Brian)
Havergal Brian voltooide zijn Symfonie nr. 31 op 16 april 1968.
Ook met deze op een na laatste symfonie had Brian geen succes. Het werk kent wel een vierdelige opzet, maar is slechts eendelig met een tijdsduur van ongeveer dertien minuten. Ook dit werk moest meer dan tien jaar wachten op haar eerste uitvoering. Charles Mackerras gaf toen leiding aan het Philharmonia Orchestra in de Henry Wood Hall, anderhalve maand later was het op de radio te beluisteren. Het is wel een van de weinige werken van Brian, die de overkant van de Atlantische Oceaan wist te bereiken, er is een uitvoering aldaar uit 1979 bekend. Voor de rest bleef het stil rond dit werk. In 1987 nam diezelfde Mackkeras het op met het Royal Liverpool Philharmonic Orchestra, maar daarna is geen uitvoering meer bekend van dit werk (gegevens 2016). Wel werd het werk nog een keer opgenomen voor budgetplatenlabel Naxos, dat spreekt van een fantasie met een hoofdmotief van een dalende notenreeks van vier tonen.

## Orkestratie
Brian verlangde opnieuw een volledig bezet symfonieorkest voor dit werk:    
- 3 dwarsfluiten (III ook piccolo), 2 hobo’s, 1 althobo, 2 klarinetten, 1 basklarinet, 3 fagotten (III ook contrafagot)
- 4 hoorns, 3 trompetten, 3 trombones, 1 tuba
- pauken, percussie (glockenspiel, xylofoon, bekkens, grote trom, 3 kleine troms, triangel, buisklokken), 1 harp
- violen, altviolen, celli, contrabassen

Symfonie nr. 1 "Gotische"  · 2 · 3 · 4 · 5 · 6 · 7 · 8 · 9 · 10 · 11 · 12 · 13 · 14 · 15 · 16 · 17 · 18 · 19 · 20 · 21 · 22 · 23 · 24 · 25 · 26 · 27 · 28 · 29 · 30 · 31 · 32